# Daisy Campbell

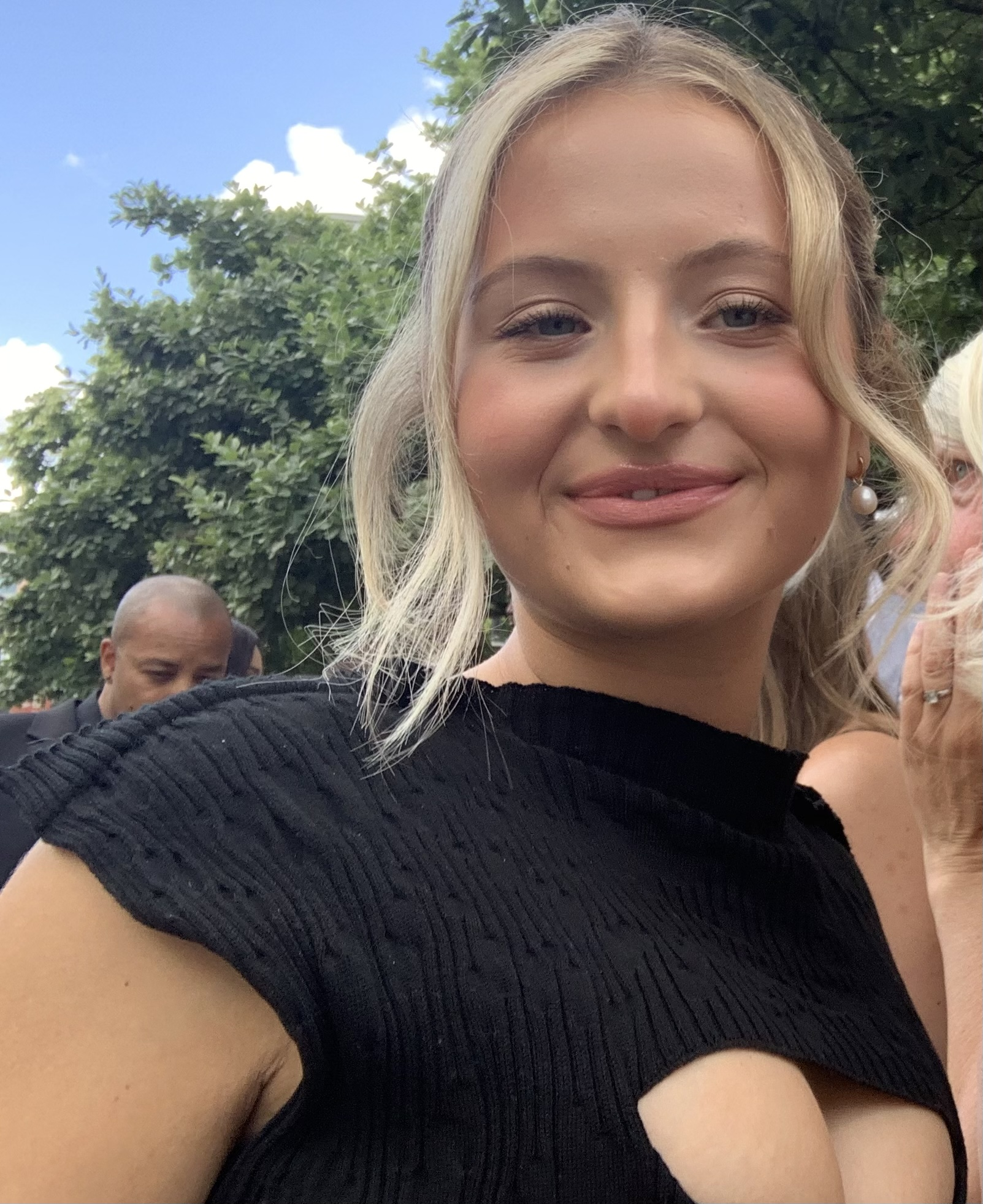
Daisy Campbell, 2022

Daisy Arwen Campbell (* 28. Juli 2003 in Leeds) ist eine britische Schauspielerin.

## Leben und Karriere
Campbell wuchs in Leeds auf. Sie besuchte die Rebel Acting School. 2011 begann sie ihre Schauspielkarriere, als sie für die Rolle der Amelia Spencer in Emmerdale besetzt wurde. Außerdem wurde sie 2018 für den Inside Soap Award in der Kategorie „Best Young Actor“ nominiert. Unter anderem war sie 2021 in einer Folge in Coronation Street zu sehen. 2024 schied sie aus der Serie Emmerdale aus.

## Filmografie
- 2011–2024: Emmerdale
- 2021: Coronation Street